# Municipio de Unión Juárez
El municipio de Unión Juárez pertenece a la región de Soconusco, ubicado en el sur del Estado de Chiapas, colinda con el departamento guatemalteco de San Marcos. Por su geografía Unión Juárez, es uno de los municipios productores de café y a la vez en donde se desarrolla la turística ruta del café en Chiapas. Según el III Conteo de Población y Vivienda de 2010, el municipio cuenta con un 14,089 habitantes y se dedican principalmente al sector primario. Por su fresco clima, que contrasta con el que predomina en la región del soconusco, además de los hermosos paisajes y las construcciones hechas en madera, Unión Juárez es conocida como "La Suiza Chiapaneca", sobrenombre otorgado por Raúl Velasco.

## Escudo
El escudo oficial de la población de Unión Juárez fue creado el 2 de junio de 1996, por el ciudadano Saúl Maldonado Calderón en un concurso realizado en el municipio, posee,  en su parte central, el busto del Lic. Benito Juárez García, en memoria del “Benemérito de las Américas”, a quien se le debe el nombre del municipio por decreto del 18 de octubre de 1870, promulgado por José Panteleón Domínguez, gobernador del estado de Chiapas. asimismo, aparece, al fondo, el volcán Tacaná, testigo mudo de la historia del pueblo. Así, también, una piedra sobre piedra que, por su forma angulada, recibe el nombre de “Pico de Loro”, ubicado al poniente de la cabecera municipal. Además de esto, se puede apreciar el río Suchiate, símbolo fronterizo entre México y Guatemala, que se localiza al oriente; un triángulo, que simboliza la triangulación del pueblo, formada por un monumento de concreto edificada en la línea divisoria, al norte del mismo, una segunda estructura piramidal ubicada en el parque central y el último punto al centro de la puerta de la Iglesia católica, del mismo modo, en la parte inferior, aparece una unión de brazos, epígrafe de amistad que utilizaron nuestros antepasados para unir varias rancherías disgregadas en rededor del pueblo principal (hoy cabecera), rematándolos con ramas de café, grano aromático y cultivo principal de esta región.

## Historia
El municipio de Unión Juárez se fundó el 18 de octubre de 1870, por un decreto promulgado por José Pantelón Domínguez, dicho decreto, declaraba a Unión Juárez como un municipio del departamento del Soconusco, y su cabecera bajo el nombre de La Unión de Juárez.
Dicho municipio se integró por los habitantes de las familias residentes en los terrenos del Zapotal.
Para septiembre de 1882 se firma el tratado de límites entre México y Guatemala, definiéndose la permanencia e identidad de pueblos que estaban en uno y otro país, quedando Unión Juárez dentro de Chiapas. Mientras que el 1 de diciembre de 1882 el estado se divide en 12 departamentos administrativos, en el cual el municipio de La Unión de Juárez pasa a llamarse Unión Juárez como es conocido actualmente.

## Geografía
El municipio de Unión Juárez tiene una superficie aproximada de 62 km². Integra la región socioeconómica del Soconusco.
Sus coordenadas geográficas extremas son 92°8′42.0″ O, 92°3′33.12″ O de longitud oeste y 15°0′34.56″ N, 15°7′54.84″ N de latitud norte.
Limita al norte, sur y este con el departamento de San Marcos en Guatemala, y al oeste con el municipio de Cacahoatán.

### Hidrografía
El municipio es atravesado por los ríos Suchiate, Malá, Mixcum, Muxbal, Shujubal y Salem y los arroyos los Chocoyos, la Perla, Eureka, el Chorro, el Zarco y el Carnicero así como otros recursos acuíferos naturales como la Poza de Muxbal y el manantial el Bolsón.

### Clima
Su clima es de semicálido húmedo a templado conforme se acerca al volcán Tacaná.

## Demografía
De acuerdo a los resultados del Censo de Población y Vivienda de 2020 realizado por el Instituto Nacional de Estadística y Geografía, la población total del municipio es de 16 008 habitantes, lo que representa un crecimiento promedio de 1.3% anual en el período 2010-2020 sobre la base de los 14 089 habitantes registrados en el censo anterior. Al año 2020 la densidad del municipio era de 258 hab/km².
| Gráfica de evolución demográfica de Municipio de Unión Juárez entre 2000 y 2020 |
|                                                                                 |
| Fuente: Instituto Nacional de Estadística Geografía e Informática               |

El 49% de los habitantes eran hombres y el 51% eran mujeres. El 89.4% de los habitantes mayores de 15 años (10 144 personas) estaba alfabetizado. Un pequeño porcentaje de la población, (484 personas), es indígena.
En el año 2010 estaba clasificado como un municipio de grado bajo de vulnerabilidad social, con el 25.69% de su población en estado de pobreza extrema. Según los datos obtenidos en el censo de 2020, la situación de pobreza extrema afectaba al 17.4% de la población (2833 personas).

### Localidades
En el censo de 2020 el municipio de Unión Juárez contaba con 37 localidades.
| Código INEGI      | Localidad         | Población (2020) |
| ----------------- | ----------------- | ---------------- |
| 071050024         | Santo Domingo     | 4 334            |
| 071050001         | Unión Juárez      | 2 987            |
| 071050016         | Once de Abril     | 1 286            |
| 071050026         | Trinidad          | 1 055            |
| Otras localidades | Otras localidades | 6 346            |
| Total municipal   | Total municipal   | 16 008           |

## Política

### Representación legislativa
Para la elección de diputados locales al Congreso de Chiapas y de diputados federales a la Cámara de Diputados federal, el municipio de Unión Juárez se encuentra integrado en los siguientes distritos electorales:
Local:
- Distrito electoral local 24 de Chiapas con cabecera en Cacahoatán.[15]

Federal:
- Distrito electoral federal 12 de Chiapas con cabecera en Tapachula de Córdova y Ordóñez.[16]